# New York State of Mind
"'New York State of Mind" é uma canção escrita por Billy Joel que aparece inicialmente no álbum Turnstiles em 1976. Não teve sucesso quando lançado pela primeira vez, recebendo mais prestígio recentemente. "New York State of Mind" teve um ressurgimento da popularidade depois dos ataques de 11 de Setembro, e é frequentemente tocada após os jogos dos times New York Mets, New York Knicks e New York Rangers.

## Inspiração
Joel escreveu a canção após retornar da Costa Leste de Los Angeles, onde ele passou os três anos anteriores. Em fato, a maioria do álbum Turnstiles lida com a mudança através do país de Joel, incluindo "Say Goodbye to Hollywood, "I've Loved These Days", "Summer, Highland Falls", e  Miami 2017 (Seen the Lights Go Out on Broadway)."

## Letra
A letra de "New York State of Mind", em particular, é lida como um ode a um amor perdido. Joel vê Nova Iorque como o lugar que ele se sente mais confortável, mesmo estando em várias diferentes localidades e tendo gostado destas também .
A canção faz referência ao Rio Hudson assim como localidades e jornais de Nova Iorque. Quando Joel toca a música ao vivo, especialmente no Estado de Nova Iorque, ele algumas vezes modifica a letra para refletir a avenida que ele está se apresentando ou em cidades locais.[carece de fontes?]

## Covers
A canção teve várias versões de diferentes artistas e bandas, como:
- Barbara Streisand;
- Leon Russell;
- Oleta Adams;
- Mark-Almond;

Artistas e bandas de Jazz:
- Carmen McRae;
- Diane Schuur;
- Mel Tormé (que adaptou a letra para Tóquio);
- Tony Bennett (cantou relacionando no ponto de vista de "I Left My Heart in San Francisco".

Artistas e bandas de Country:
- Glee No episódio 'The New Rachel' (4x01) foi um dueto entre Marley e Rachel.
- Garth Brooks (apresentou a canção junto com Joel em dueto durante um concerto especial de Brooks no Central Park

Muppets Dr. Teeth and the Electric Mayhem cantaram a canção no episódio nove da segunda temporada do The Muppet Show Esta apresentação foi reaproveitada na temporada três episódio 1 com a convidada Kris Kristofferson e Rita Coolidge. O muppet Rowlf apresentou uma versão da música no seu álbum solo Ol' Brown Ears is Back. A canção também foi cantada por Adam Pascall no álbum Broadway Cares: Home for the Holydays. Garfield cantou uma versão variada da música chamada New Dog State of Mind no filme de 2004 Garfield: The Movie. Em 1994, o rapper Nas lançou um álbum de estreia criticamente aclamado, Illmatic, e na segunda faixa, "N.Y. State of Mind". Em um episódio de Saturday Night Live, Zach Braff mudou a letra adaptando para Nova Jérsei. Jane Kralowsky cantou uma improvisação a cappella da canção em um episódio da popular série da NBC 30 Rock quando sua personagem Jenna Maroney começa a cantar durante uma festa num iate, surpreendendo todos a bordo. Cerie, a jovem recepcionista pergunta "Isso é uma música de verdade?"
A música foi executada por Alicia Keys na sua turnê "Piano & I", uma turnê de promoção do seu álbum de estreia, o Songs in A Minor.